# Golden Hills
Golden Hills é uma Região censo-designada localizada no estado americano da Califórnia, no Condado de Kern.

## Demografia
Segundo o censo americano de 200
10, a sua população era de 8656 habitantes.

## Geografia
De acordo com o United States Census Bureau tem uma área de 32,0 km², dos quais 31,9 km² cobertos por terra e 0,1 km² cobertos por água.

## Localidades na vizinhança
O diagrama seguinte representa as localidades num raio de 32 km ao redor de Golden Hills.